# Puig del Coll (Sant Martí Sarroca)
El Puig del Coll és una muntanya de 437 metres que es troba al municipi de Sant Martí Sarroca, a la comarca de l'Alt Penedès.